# طلسم پروانه
طلسم پروانه نام نمایش‌نامه‌ای از فدریکو گارسیا لورکا است.

## خلاصه نمایش‌نامه
شخصیت‌های این نمایش‌نامه چند سوسک و یک پروانه و یک عقرب هستند. عشق سوسک سیاه جوان به پروانه سفید موضوع این نمایش‌نامه است. لورکا از آوردن عقرب در نمایش‌نامه برای هیجان دادن و متنوع کردن آن استفاده کرده‌است.
سوسک‌ها نماد موجودات ناتوان هستند و می‌توان از آنها به آدم‌هایی که در زندگی کم می‌آورند تعبیر کرد.
وحدت بین سوسک‌ها برای دفاع از جانشان در مقابل عقرب از نکات آموزنده در این نمایش‌نامه است. در همه موارد حمله عقرب به سوسک‌ها می‌بینیم که آنها موفق می‌شوند با دفاع از همدیگر خطر عقرب را از خود دور کنند.

## سبک لورکا در نمایش‌نامه طلسم پروانه
شعرهایی که لورکا در این نمایش نامه نوشته فضای رمانتیک به آن داده‌است.
لورکا عشق سوسک سیاه به پروانه سفید را مثل کنار هم آمدن گل و برف دانسته و آن را با طنزی تلخ از طرف سوسک‌های دیگر شرح داده‌است.
استفاده از تشبیه در این نمایش‌نامه نثری شاعرانه به آن داده‌است.